# سيدني سنكلير
سيدني سنكلير (بالإنجليزية: Sidney Sinclair)‏ هو شخصية أعمال أسترالي، ولد في 1915، وتوفي في 1999.